# Jean Gustave Courcelle-Seneuil
Jean Gustave Courcelle-Seneuil (22 grudnia 1813, 29 czerwca 1892) – francuski ekonomista, dziennikarz i przedsiębiorca. Uważany jest za pioniera ekonomii klasycznej i liberalizmu gospodarczego w Chile.

## Wczesne życie i edukacja
Courcelle-Seneuil urodził się w Senouillac (Dordogne, Francja) 22 grudnia 1813 r. Uczęszczał do Królewskiego Kolegium na Uniwersytecie w Poitiers, a później do Uniwersytetu Paryskiego, gdzie w 1835 r. uzyskał dyplom magistra prawa.

## Kariera
W 1835 roku został prawnikiem. Później zajmował się prowadzeniem przedsiębiorstwa w Dordogne.
Następnie wyjechał do Paryża, gdzie został redaktorem naczelnym Journal des économistes.
Po zamachu stanu Ludwika Napoleona Bonapartego w 1851 r. Courcelle-Seneuil udał się do Chile na zaproszenie chilijskiego rządu. Został mianowany profesorem ekonomii politycznej i konsultantem w Ministerstwie Finansów chilijskiego rządu. W czerwcu 1855 r. rozpoczął pracę akademicką w Instituto Nacional General José Miguel Carrera, a rok później dołączył jako wykładowca filozofii i nauk humanistycznych na Universidad de Chile. Będąc silnym zwolennikiem leseferyzmu, jego idee ekonomiczne wpłynęły na nowe pokolenie ekonomistów i politykę gospodarczą Chile w tamtym czasie. Miał znaczny wpływ na prominentnych członków chilijskiej elity.
W 1858 r. rząd chilijski wysłał Courcelle-Seneuila z powrotem do Europy jako sekretarza i doradcę delegacji, która starała się o pożyczkę na budowę krajowej sieci kolei w Chile. W tym okresie napisał swoje najważniejsze dzieło Traité théorique et pratique d’économie politique.
W 1863 r. powrócił do Francji. W 1879 r. został wybrany na członka Rady Stanu, był głównym wykładowcą (maître de conférences) ekonomii politycznej w École normale supérieure w Paryżu w latach 1881–1883, a w 1882 r. został wybrany na członka Académie des Sciences Morales et Politiques (Akademia Nauk Moralnych i Politycznych) w Instytucie Francji.
Napisał liczne książki oraz artykuły naukowe i prasowe na temat ekonomii, nauk społecznych i prawa. Jako jeden z nielicznych ekonomistów (nawet wśród leseferystów) tamtych czasów Courcelle-Seneuil był przeciwnikiem bankowości centralnej i zwolennikiem wolnej bankowości, czyli systemu, w którym banki podlegałyby zwykłym przepisom prawa handlowego, a nie specjalnym przepisom prawa bankowego i państwowej kontroli. W swoich pracach zwalczał maltuzjanizm, w swoich poglądach socjologicznych głosił relatywizm kulturowy bliski szkole historycznej. Wraz z pracami Arweda Emminghausa i Arnolda Lindwurma jest uważany za pioniera nowoczesnego zarządzania biznesem. Jego Manuel des affaires (Podręcznik biznesu), opublikowany po raz pierwszy w 1855 r., jest pierwszą systematyczną pracą naukową na temat zarządzania i praktyki prowadzenia biznesu.
Jego najważniejszym uczniem był ekonomista André Liesse (1854-1944), profesor ekonomii i pierwszy dyrektor Institut de Technique Comptable na Conservatoire national des arts et métiers.
Courcelle-Seneuil zmarł 29 czerwca 1892 roku w Paryżu.

## Twórczość
- Lettres à Édouard sur les révolutions (1834)
- Le Crédit et la banque, étude sur les réformes à introduire dans l’organisation de la Banque de France et des banques départementales, contenant un exposé de la constitution des banques américaines, écossaises, anglaises et françaises (1840)
- Traité théorique et pratique des opérations de banque (1853). Wydanie polskie: Wykład teoretyczny i praktyczny czynności bankowych, przeł. Fr. Henryk Lewestam, Towarzystwo Rolnicze w Królestwie Polskim, Warszawa, 1861.
- Traité théorique et pratique des entreprises industrielles, commerciales et agricoles, ou Manuel des affaires (1855)
- Traité théorique et pratique d’économie politique (2 volumes, 1858)
- Études sur la science sociale (1862)
- Leçons élémentaires d’économie politique (1864)
- Traité sommaire d’économie politique (1865)
- La Banque libre, exposé des fonctions du commerce de banque et de son application à l’agriculture, suivi de divers écrits de controverse sur la liberté des banques (1867)
- Liberté et socialisme, ou Discussion des principes de l’organisation du travail industriel (1868)
- Traité élémentaire de comptabilité (1869)
- L’Héritage de la Révolution. Questions constitutionnelles (1872)
- Précis de morale rationnelle (1875)
- Protection et libre échange (1879)
- Préparation à l’étude du droit, étude des principes (1887)
- La Société moderne, études morales et politiques (1892)
- Conduite de la vie civilisée (1895)

Courcelle-Seneuil przetłumaczył również na język francuski Zasady ekonomii politycznej Johna Stuarta Milla, Bogactwo narodów Adama Smitha oraz What Social Classes Owe to Each Other Williama Grahama Sumnera.